# 菲利普·沙伊德曼
菲利普·沙伊德曼（德語：Philipp Scheidemann；1865年7月26日—1939年11月29日）是德国社会民主党右翼领袖之一，生于卡塞尔。1903年作为社会民主党代表进入国会，一战期间，与艾伯特等积极支持战争，1918年任巴登亲王内阁成员，战争末期德国爆发德国十一月革命后，又与艾伯特参加组织社会民主党政府，镇压以卡尔·李卜克内西、羅莎·盧森堡和克拉拉·蔡特金为首的革命的“斯巴达克联盟”和工人运动。1919年2月至6月任魏玛共和国首任总理，1933年纳粹执政后流亡国外，后死于哥本哈根。
| 官衔                     | 官衔                        | 官衔                 |
| ------------------------ | --------------------------- | -------------------- |
| 前任： 弗里德里希·艾伯特 | 德意志國總理 1919年－1919年 | 繼任： 古斯塔夫·鲍尔 |